# آرتور گرایزر
آرتور گرایزر (انگلیسی: Arthur Greiser؛ ۲۲ ژانویهٔ ۱۸۹۷ – ۲۱ ژوئیهٔ ۱۹۴۶) یک سیاست‌مدار اهل آلمان بود.